# Hiroshi Toyooka
Hiroshi Toyooka (japanisch 豊岡 弘, japanisch とよおか ひろし Toyooka Hiroshi; * 14. Januar 1969 in Sasebo) ist ein ehemaliger japanischer Radrennfahrer.

## Sportliche Laufbahn
Toyooka war im Bahnradsport aktiv und Teilnehmer der Olympischen Sommerspiele 1988 in Seoul. Im 1000-Meter-Zeitfahren belegte er beim Sieg von Alexander Kiritschenko den 16. Platz.
Bei den Asienspielen 1986 gewann er die Silbermedaille im Sprint, bei den Asienspielen 1990 Silbermedaillen im Sprint und im Zeitfahren.